# 粮食 (电影)
《粮食》是北京电影制片厂在1959年拍摄的一部彩色电影。

## 情节
描写抗日战争中（1943年），华北抗日根据地的军民为保护粮食，利用日伪军的矛盾进行斗争的故事。

## 制作人员
- 摄影：李文化

## 演员名单

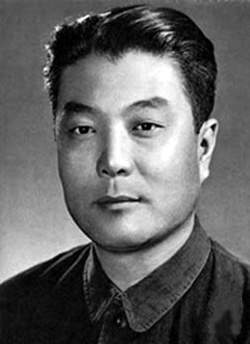
在片中饰演村长康洛太的张平

- 张平 饰 康洛太（村长）[1]
- 秦汉 饰 辛有
- 王云霞 饰 秀兰
- 葛存壮 饰 清水（日军小队长）
- 安震江 饰 四和尚
- 方辉 饰 李德胜（偽軍排长）
- 杜德夫 饰 老好子
- 熊塞声 饰 老好子妻
- 于洋 饰 王团长
- 阎增和 饰 陈政委
- 刘春霖 饰 村支书
- 周森冠 饰 发成
- 郑保民 饰 韩老二

## 衍生作品
1999年，中国中央电视台新闻评论部将《粮食》一片重新剪裁并配音，以调侃节目组之间争夺片源一事，该片在当年2月举办的评论部年会上内部播出，后来与评论部2001年制作、基于《列寧在1918》恶搞的《分家在十月》流传至外界后一度网络爆红。